# ثيودور هيك
ثيودور هيك (بالإنجليزية: Theodore Heck)‏ هو كاهن كاثوليكي أمريكي، ولد في 16 يناير 1901، وتوفي في 29 أبريل 2009.